# Équipe de Chine féminine de volley-ball
L'équipe de Chine féminine de volley-ball est composée des meilleures joueuses chinoises sélectionnés par la Fédération chinoise de volley-ball (China Volleyball Association, CVA). Elle est classée au 5e rang de la fédération internationale de volley-ball au 16 octobre 2022.

## Palmarès et parcours

### Palmarès
- Jeux olympiques (3)
  - Vainqueur : 1984, 2004, 2016
  - Finaliste : 1996
  - Troisième : 2008
- Coupe du monde (5)
  - Vainqueur : 1981, 1985, 2003, 2015, 2019
  - Finaliste : 1991
  - Troisième : 1989, 1995, 2011
- Championnats du monde (2)
  - Vainqueur : 1982, 1986
  - Finaliste : 1990, 1998, 2014
  - Troisième : 2018
- Grand Prix (1)
  - Vainqueur : 2003
  - Finaliste : 1993, 2001, 2002, 2007, 2013
- World Grand Champions Cup (2)
  - Vainqueur : 2001 et 2017
  - Finaliste : 1993
- Championnat d'Asie et d'Océanie (13)
  - Vainqueur : 1979, 1987, 1989, 1991, 1993, 1995, 1997, 1999, 2001, 2003, 2005, 2011, 2015
  - Finaliste : 1983, 2007, 2009
  - Troisième : 2015
- Coupe d'Asie (5)
  - Vainqueur : 2008, 2010, 2014, 2016, 2018
  - Finaliste : 2012
- Jeux asiatiques (8)
  - Vainqueur : 1982, 1986, 1990, 1998, 2002, 2006, 2010, 2018
  - Finaliste : 1978, 1994, 2014

### Parcours

#### Jeux Olympiques
| - 1964 : non participante - 1968 : non participante - 1972 : non participante - 1976 : non participante - 1980 : non participante - 1984 : Vainqueur - 1988 : non participante - 1992 : 7e - 1996 : Finaliste - 2000 : 5e | - 2004 : Vainqueur - 2008 : 3e - 2012 : 5e - 2016 : Vainqueur - 2020 : 9e |

#### Championnats du monde
| - 1952 : non participante - 1956 : 6e - 1960 : non participante - 1962 : 10e - 1967 : non participante - 1970 : non participante - 1974 : 14e - 1978 : 6e - 1982 : Vainqueur - 1986 : Vainqueur | - 1990 : Finaliste - 1994 : 8e - 1998 : Finaliste - 2002 : 4e - 2006 : 5e - 2010 : 10e - 2014 : Finaliste - 2018 : 3e - 2022 : 6e |

#### Ligue des nations
| - 2018 : 3e - 2019 : 3e - 2021 : 5e - 2022 : 6e |

#### Grand Prix
| - 1993 : Finaliste - 1994 : 3e - 1995 : 4e - 1996 : 4e - 1997 : 5e - 1998 : 4e - 1999 : 3e - 2000 : 4e - 2001 : Finaliste - 2002 : Finaliste | - 2003 : Vainqueur - 2004 : 5e - 2005 : 3e - 2006 : 5e - 2007 : Finaliste - 2008 : 5e - 2009 : 5e - 2010 : 4e - 2011 : 8e - 2012 : 5e | - 2013 : Finaliste - 2014 : 5e - 2015 : 4e - 2016 : 5e - 2017 : 4e |  |

#### Coupe du monde
| - 1973 : non participante - 1977 : 4e - 1981 : Vainqueur - 1985 : Vainqueur - 1989 : 3e - 1991 : Finaliste - 1995 : 3e - 1999 : 5e - 2003 : Vainqueur - 2007 : non participante | - 2011 : 3e - 2015 : Vainqueur - 2019 : Vainqueur |

#### World Grand Champions Cup
| - 1993 : Finaliste - 1997 : 4e - 2001 : Vainqueur - 2005 : 3e - 2009 : Non participante - 2013 : Non participante - 2017 : Vainqueur |

#### Championnat d'Asie et d'Océanie
| - 1975 : 3e - 1979 : Vainqueur - 1983 : Finaliste - 1987 : Vainqueur - 1989 : Vainqueur - 1991 : Vainqueur - 1993 : Vainqueur - 1995 : Vainqueur - 1997 : Vainqueur - 1999 : Vainqueur | - 2001 : Vainqueur - 2003 : Vainqueur - 2005 : Vainqueur - 2007 : Finaliste - 2009 : Finaliste - 2011 : Vainqueur - 2013 : 4e - 2015 : Vainqueur - 2017 : 4e - 2019 : 4e |

#### Coupe d'Asie
| - 2008 : Vainqueur - 2010 : Vainqueur - 2012 : Finaliste - 2014 : Vainqueur - 2016 : Vainqueur - 2018 : Vainqueur |

#### Jeux asiatiques
| - 1962 : non qualifiée - 1966 : non qualifiée - 1970 : 5e - 1974 : 3e - 1978 : Finaliste - 1982 : Vainqueur - 1986 : Vainqueur - 1990 : Vainqueur - 1994 : Finaliste - 1998 : Vainqueur | - 2002 : Vainqueur - 2006 : Vainqueur - 2010 : Vainqueur - 2014 : Finaliste - 2018 : Vainqueur |